# Seras-tu là ? (roman)
Pour les articles homonymes, voir Seras-tu là ?.
Seras-tu là ? est le 3e roman de Guillaume Musso, paru en 2006 chez l'éditeur XO éditions.

## Résumé
Et si on vous offrait l’opportunité de revenir en arrière ? L’occasion de revivre chaque instant, de modifier des décisions qui vous ont chargé de regrets et de remords mais ont, avant tout, bouleversé radicalement votre vie.
Au coeur des années 70, installé à San Francisco Elliott, 60 ans, est un chirurgien réputé et un papa comblé par Angie, sa fille bien-aimée. Malgré une vie qui semble particulièrement paisible et heureuse, il n'y a pas un jour où il ne repense à elle, aucun où il ne revive le moment où elle s’est éteinte, elle, son grand amour, Ilena.
Le jour où il fait une rencontre particulièrement étrange, une rencontre qui va lui permettre de revenir trente ans en arrière, il est entraîné dans un voyage entre deux vies ; la sienne aujourd'hui et celle du jeune homme qu’il a été. Elliott va alors tenter d’orienter et d’influencer les choix faits par son "double", avant de s'apercevoir qu’on ne peut pas chambouler les événements sans en subir les conséquences.

## Critiques
- « Ce face-à-face plein de tendresse ne manque pas de charme. Non seulement Musso a le bon goût de rester sobre dans le style, mais il a l’art de construire son récit sentimental à la manière efficace des auteurs de polars. » Anne Berthod – L’Express[1]

- « Un cocktail explosif de suspense et d’imagination. (…) Guillaume Musso nous balade avec une belle dextérité dans ce « retour vers le futur » du cœur. Il faut se l’avouer, on se relève la nuit pour dévorer la fin, non sans s’interroger à son tour : « Et si c’était à refaire… » » Edouard Dutour – ELLE[1]

- « Guillaume Musso a surgi, il y a trois ans, tel un boulet de canon dans le paysage littéraire. (…) Seras-tu là ? marie les contraires : offrir une littérature de divertissement et faire réfléchir sur la notion de temps et les choix de vie. » Pierre Vavasseur – Le Parisien[1]
- « De l’amour, du suspense et ce petit plus qui fait la différence, la pincée d’épices qui donne sa saveur particulière au roman de Guillaume Musso : l’irruption du surnaturel. Guillaume Musso mène son intrigue dans les arcanes du temps avec culot et sensibilité. Vous serez très nombreux à le lire, j’en prends tous les paris. » Bernard Lehut – RTL, Laissez-vous tenter[1]
- « Seras-tu là ? est un retour vers le futur, version sentimentale. Le récit est mené par une écriture simple et un sens de l’imagination fantastique. » Mohammed Aïssaoui – Le Figaro Littéraire[1]
- « Comme avec un Grisham, un Coben ou un Cook, impossible de lâcher Seras-tu là ? avant la dernière ligne ; c’est du grand art. » Yves Denis – Enjoy[1]

## Adaptation Cinématographique
Le roman Seras-tu là ? (Dangshin, Geogi Iteojoorraeyo, version coréenne) a fait l'objet d'une adaptation cinématographique en 2016.  
C'est la réalisatrice sud-coréenne, Hong Ji Yeong (홍지영), connue pour ses œuvres telles que The Naked Kitchen ou Marriage Blue, qui est à l’origine de cette adaptation cinématographique. 
L’acteur Kim Yoon-seok (김윤석) incarne le rôle d’Elliott (Soo-hyun en version coréenne) âgé de 60 ans tandis que l’acteur Byun Yo-han (en) (변요한) incarne le rôle d’Eliott, 30 ans auparavant. Le rôle d’Illena (Yeon Ah en version coréenne) a été attribué à l’actrice Chae Seo-jin (en) (김고운).

## Livres audio
Le roman a également été adapté sous forme de livre audio : 
Guillaume Musso (auteur) et Hervé Lavigne, Véronique Groux de Miéri (narrateurs), Seras-tu là ?, Paris, Ed. VDB., Octobre 2006
Support : Livre Audio 1 CD audio MP3 – Durée : 8 heures et 9 minutes environ

## Support numérique
Le roman a également été adapté en version numérique :
Guillaume Musso, Seras-tu là ?, Paris, Ed. de l'épée, 2006, 304 p. 

## Editions imprimées
- Guillaume Musso, Seras-tu là ?, Paris, XO Editions, 2006, 301 p.  (ISBN 978-2-84563-280-6)
- Guillaume Musso, Seras-tu là ?, Paris, Pocket n°13269, 2007, 448 p.  (ISBN 978-2-266-16954-7)